# Jim Cleary
James "Jim" Cleary (Enniskillen, 27 de maio de 1956) é um ex-futebolista norte-irlandês que atuava como atacante.

## Carreira
Jim Cleary fez parte do elenco da Seleção Norte-Irlandesa de Futebol, da Copa do Mundo FIFA de 1982.